# Кіго
Кіго (яп. 季語, сезонне слово) — це слово або фраза, пов'язана з певним сезоном, вживається в традиційних формах японської поезії. Кіго використовують у спільних віршованих формах ренга і ренку, а також у хайку, щоб позначити сезон, про який йдеться у строфі.

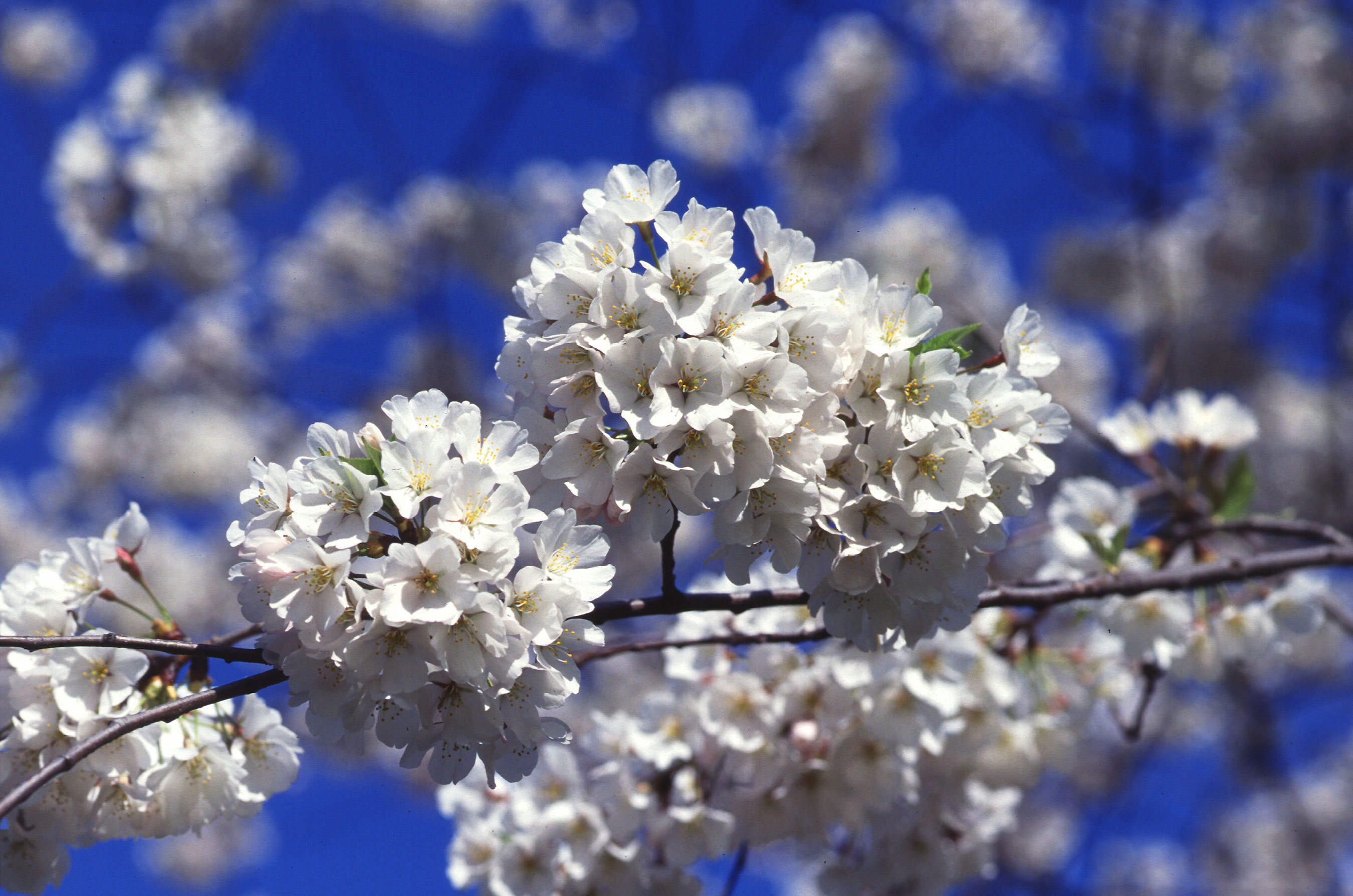
Цвітіння сакури — стандартне весняне кіго.

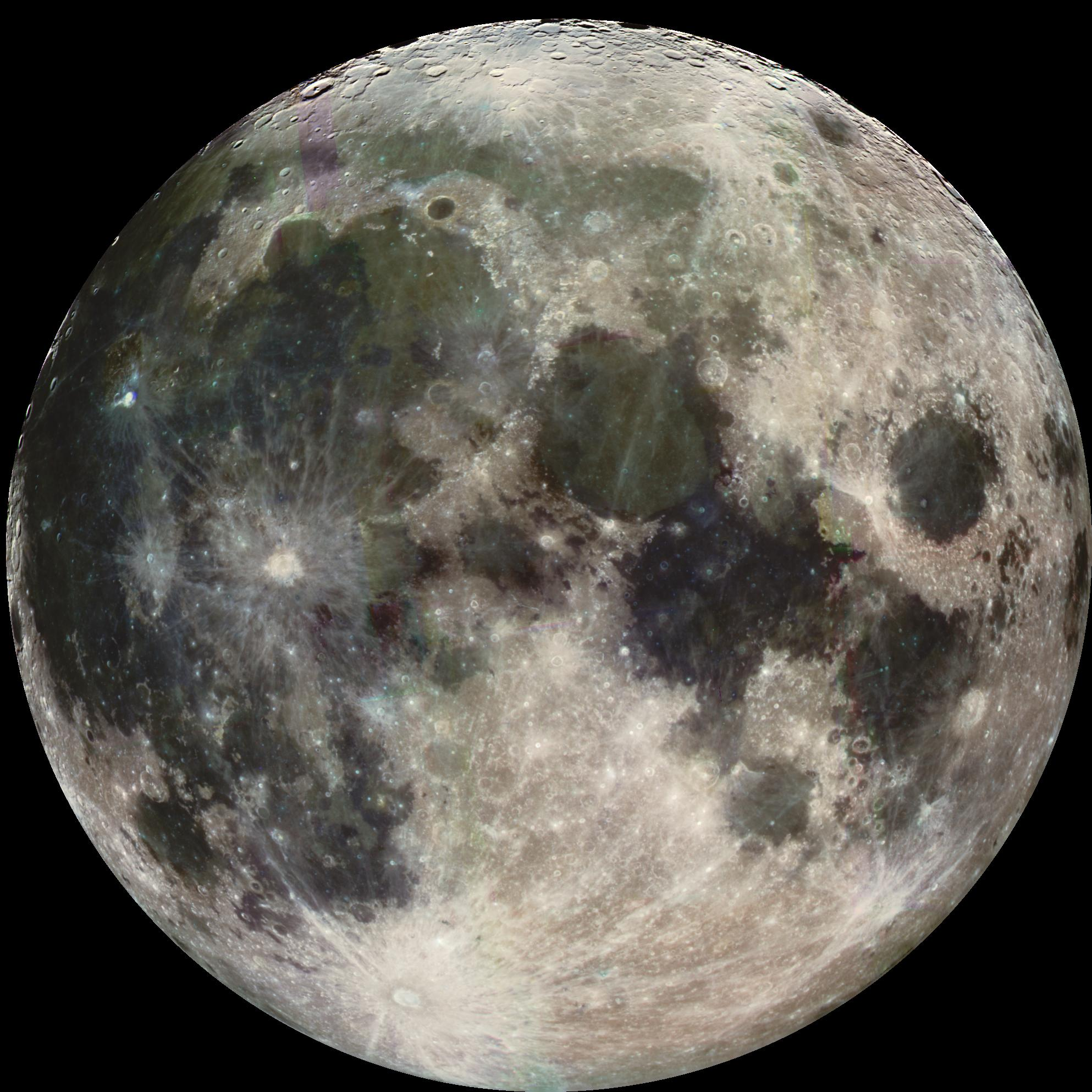
Місяць асоціюється з осінню в японській поезії.

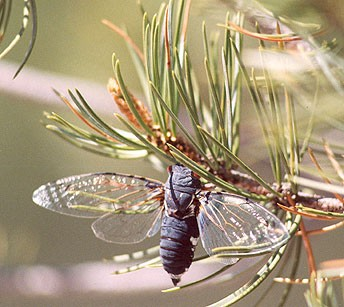
Цикада — кіго кінця літа.

Деякі кіго явно прив'язують текст до пори року, для інших же така співвіднесеність обумовлена тільки традицією: так, образ «місяць в серпанку» відносить вірш, в якому його вжито, до осені, хоча саме по собі дане природне явище може зустрічатися в будь-який час року. Для того, щоб і поети, і читачі легше орієнтувалися в сезонних словах, складалися словники кіго — сайдзікі.

## Історія кіго
Подання та відсилання до сезонної темі завжди були важливою частиною японської культури взагалі і поезії зокрема. Найдавніша японська антологія Манйосю містить кілька розділів, присвячених порам року. На час появи першої придворної японської антології Кокінсю, розділи, присвячені порам року стали вже значними частинами антології Манйосю.
Традиція складання «зчеплених рядків» — ренга виникла до середини періоду Хейан і розвивалася протягом всього Середньовіччя. До XIII століття існував набір жорстких правил написання ренга; строго визначалася необхідність для частини строф відсилати слухача до певної пори року, в залежності від місця цих строф в структурі ренга.
У XV столітті виникла менш сувора форма ренга — хайкай-но ренга («жартівливі зчеплені рядки»). До кінця XIX століття, завдяки творчості Масаока Сікі, перша строфа ренга була відокремлена від іншої частини вірша, перетворившись на самостійну поетичну форму — хайку.